# Sint-Wenceslauskerk (Smíchov)

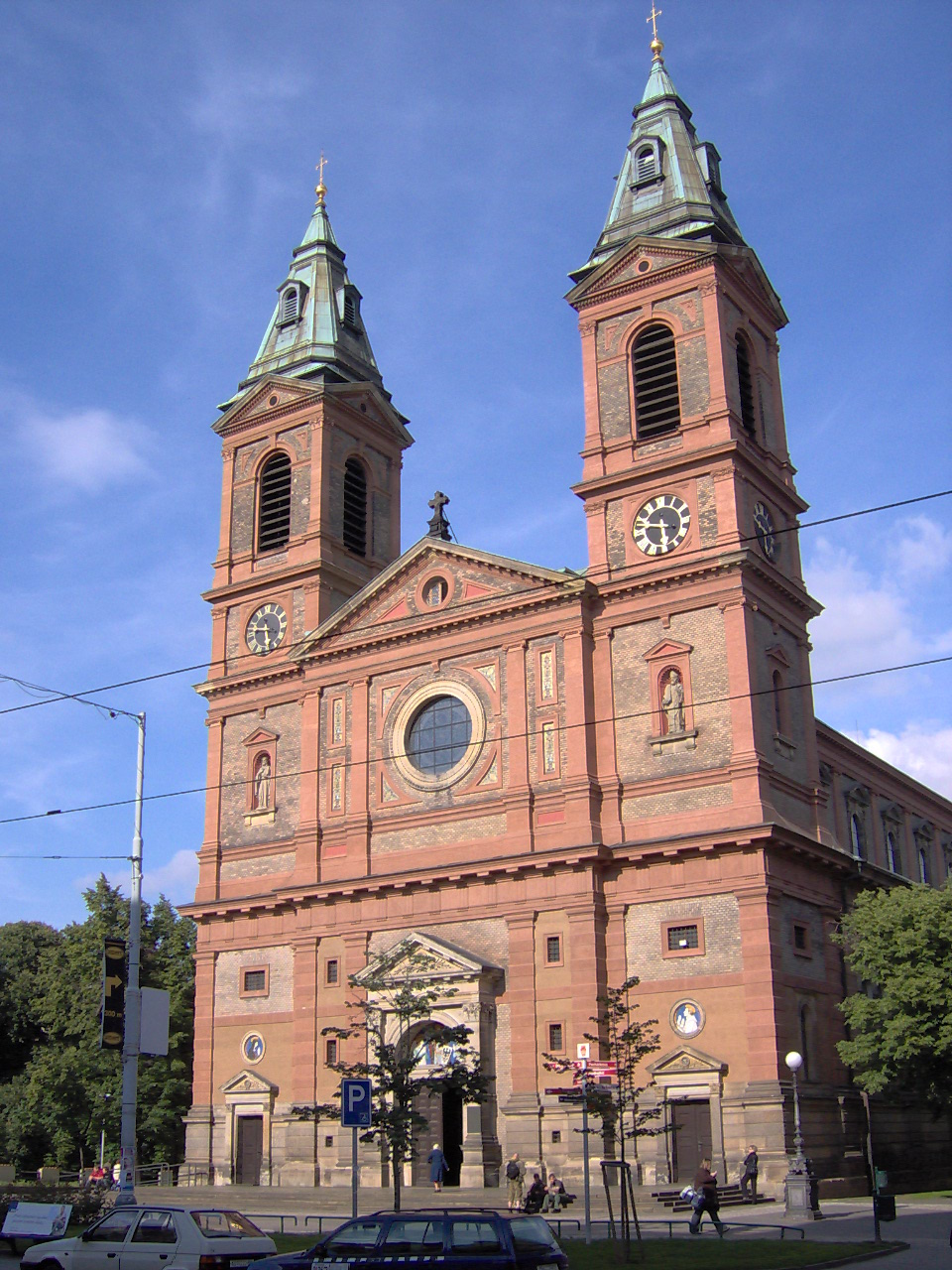
De Sint-Wenceslauskerk

De Sint-Wenceslauskerk (Tsjechisch: Kostel svatého Václava) is een kerk in de wijk Smíchov van de Tsjechische hoofdstad Praag. De kerk is gelegen aan het náměstí 14. října (14 Oktoberplein), dat voorheen Kostelní náměstí (Kerkplein) heette. De Sint-Wenceslauskerk werd gebouwd tussen 1881 en 1885 onder leiding van architect Antonín Viktor Barvitius. De kerk, die gewijd is aan Wenceslaus de Heilige, is gebouwd in neo-renaissancestijl.